# 后鳍灯孔鲷
后鳍灯孔鲷（学名：Scopeloberyx opisthopterus）为輻鰭魚綱奇鯛目孔头鲷科灯孔鲷属的鱼类。分布于东太平洋、印度洋及西北大西洋热带以及南海东沙群岛水深2249米海域等，属于热带海鱼，體長可達3.7公分。

## 扩展阅读
維基物種上的相關：后鳍灯孔鲷